# Saajot
Saajot är en sjö i Kiruna kommun i Lappland och ingår i Torneälvens huvudavrinningsområde. Saajot ligger i Pessinki fjällurskog Natura 2000-område.